# Karma (film, 2026)
Pour les articles homonymes, voir Karma (homonymie).
Pour plus de détails, voir Fiche technique et Distribution.
Karma est un film français réalisé par Guillaume Canet et dont la sortie est prévue en 2026. Il s'agit d'une adaptation .

## Fiche technique
Sauf indication contraire, les informations mentionnées dans cette section peuvent être confirmées par les bases de données cinématographiques IMDb et Allociné,  présentes dans la section « Liens externes ».
- Titre original : Karma
- Réalisation : Guillaume Canet
- Scénario : Guillaume Canet et Simon Jacquet
- Photographie : Benoît Debie
- Montage : Laure Gardette
- Société de production : Iconoclast
- Société de distribution : Pathé (France)
- Budget : N/A
- Pays de production :  France
- Langue originale : français
- Format : couleur
- Genre : thriller psychologique
- Dates de sortie[1] : Date sujette à modification
  - France : 21 octobre 2026

## Distribution
- Marion Cotillard
- Leonardo Sbaraglia
- Luis Zahera
- Denis Ménochet

## Production

### Genèse et développement
En janvier 2025, il est annoncé que Marion Cotillard va jouer dans le prochain film de Guillaume Canet, un thriller intitulé Karma. Le film est produit par Iconoclast. En février 2025, il est précisé qu'il s'agit d'un thriller psychologique.
Leonardo Sbaraglia et Luis Zahera rejoignent le film en février 2025. En avril 2025, Denis Ménochet est ensuite confirmé. Un temps annoncé, Mark Ruffalo n'est finalement pas lié au long métrage. Il est ensuite révélé que Guillaume Canet a coécrit le scénario avec Simon Jacquet, que Benoît Debie a été embauché comme directeur de la photographie et Laure Gardette comme monteuse.

### Tournage
Le tournage débute en février 2025 à El Port de la Selva en Catalogne,. Les prises de vues se déroulent ensuite à La Selva de Mar et en France. En France, l'équipe tourne principalement dans le Lot à Saint-Céré et Saint-Médard-de-Presque, ainsi qu'en Corrèze (Beaulieu-sur-Dordogne),,.
Le 28 mai 2025, Guillaume Canet annonce la fin du tournage,